# ملویل
ملویل (به انگلیسی: Melville) یک منطقهٔ مسکونی در کانادا است که در ساسکاچوان واقع شده‌است. ملویل ۱۴٫۸۲ کیلومتر مربع مساحت و ۴٬۵۱۷ نفر جمعیت دارد.